# Naufrage de l'Austria
Pour les articles homonymes, voir Austria.

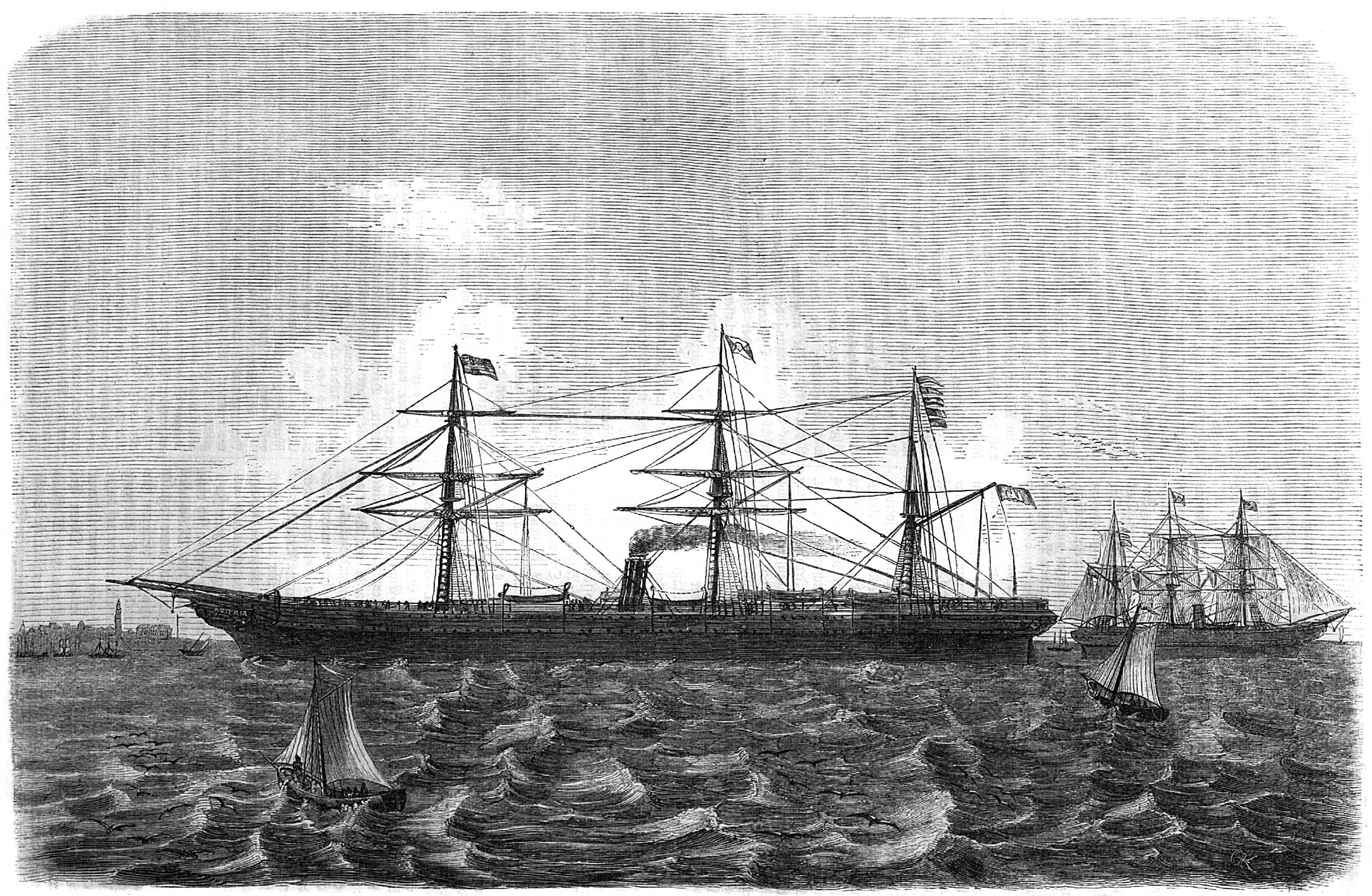
L’Austria avant l'incendie à Hambourg sur l'Elbe.

Le naufrage de l’Austria est une catastrophe maritime qui s'est déroulée le 13 septembre 1858.
L’Austria, un navire à passagers parti de Hambourg à destination de New York avec à son bord plus de cinq cents émigrants et quelques passagers plus fortunés, fait naufrage à la suite d’un terrible incendie au large de Terre-Neuve.

## Navire
Pour l’époque, l’Austria est un navire moderne et véloce, construit un an auparavant par les chantiers Caird & Company à Greenock en Écosse (lancé le 23 juin 1857), pour le compte de la Hamburg America Line qui devait l'affecter à la ligne transatlantique Hambourg/New York.
Le gouvernement britannique le loue à ses armateurs allemands afin de servir comme transport de troupes pour la Compagnie britannique des Indes orientales lors de la révolte des cipayes en Inde.

Ayant été gravement endommagé par une tempête dans le golfe de Gascogne le 5 octobre 1857, lors de laquelle un membre d'équipage trouve la mort, il rejoint Plymouth pour y être réparé. Après une seconde avarie due à l'explosion des machines, les Britanniques annulent la charte-partie, le 1er mai 1858, et le navire est repris par la Hamburg America Line.

### Caractéristiques techniques
D’une longueur totale de 97,5 mètres pour une largeur de 12,2 mètres, et une hauteur de 5,3 mètres de la quille au pont, il est également propulsé à la voile pour augmenter son rendement lorsque sa route le lui permet. Extérieurement, seule sa cheminée centrale permet de voir en lui un vapeur. Sa vitesse « technique » est en moyenne de dix nœuds dans des conditions de navigation favorables, et peut atteindre douze ou treize nœuds en vitesse de pointe (23 km/h). Sa coque est entièrement rivetée avec des plaques d’acier de trois à quatre centimètres d’épaisseur suivant les zones et la plupart des autres éléments du navire sont également en métal, notamment toute la superstructure des ponts.

## Départ
Le 1er septembre 1858, l’Austria quitte son quai sur le terminal Jonas Hafen, qui comprend déjà à cette époque des entrepôts et des installations à terre pour l’enregistrement des candidats au départ. Le début du voyage le long des côtes de la mer du Nord est sans encombre, jusqu’à l’escale à Southampton le 3 septembre.
Le bateau repart de Southampton le 4 septembre vers 5 heures de l’après-midi, prenant à son bord quelques passagers supplémentaires.

## Origine du naufrage
Le 13 septembre 1858, vers midi, le capitaine et le médecin ayant jugé nécessaire de fumiger l’entrepont avec de la vapeur de goudron chargent le maître d’équipage de la besogne, sous la surveillance du quatrième lieutenant. Il s'agit de plonger dans un seau de goudron une chaîne rougie au feu. Mais l’extrémité de la chaîne que l'homme tient dans sa main est si chaude qu'il la laisse tomber sur le pont. Immédiatement, le bois s’enflamme, et le goudron renversé prend feu.

« Les passagers venaient juste de prendre leur déjeuner quand le maître d’équipage et quatre matelots sont descendus et ont ordonné à tous les passagers de se rendre sur le pont, et ils ont dit qu’ils allaient faire des fumigations dans le navire […]. Il y avait là des femmes et des jeunes enfants et quelques personnes fragiles […]. Ils furent amenés sur le pont et alors que j’étais parmi eux un cri fut poussé : « Il y a le feu en bas ! » Il est environ 14 h 30, c’est alors le début d’une bousculade indescriptible. Quelques minutes plus tard une explosion retentit au niveau des machines. »

Il est impossible de mettre à l’eau tous les canots de sauvetage, d’autres, trop chargés, chavirent.

## Sauvetage

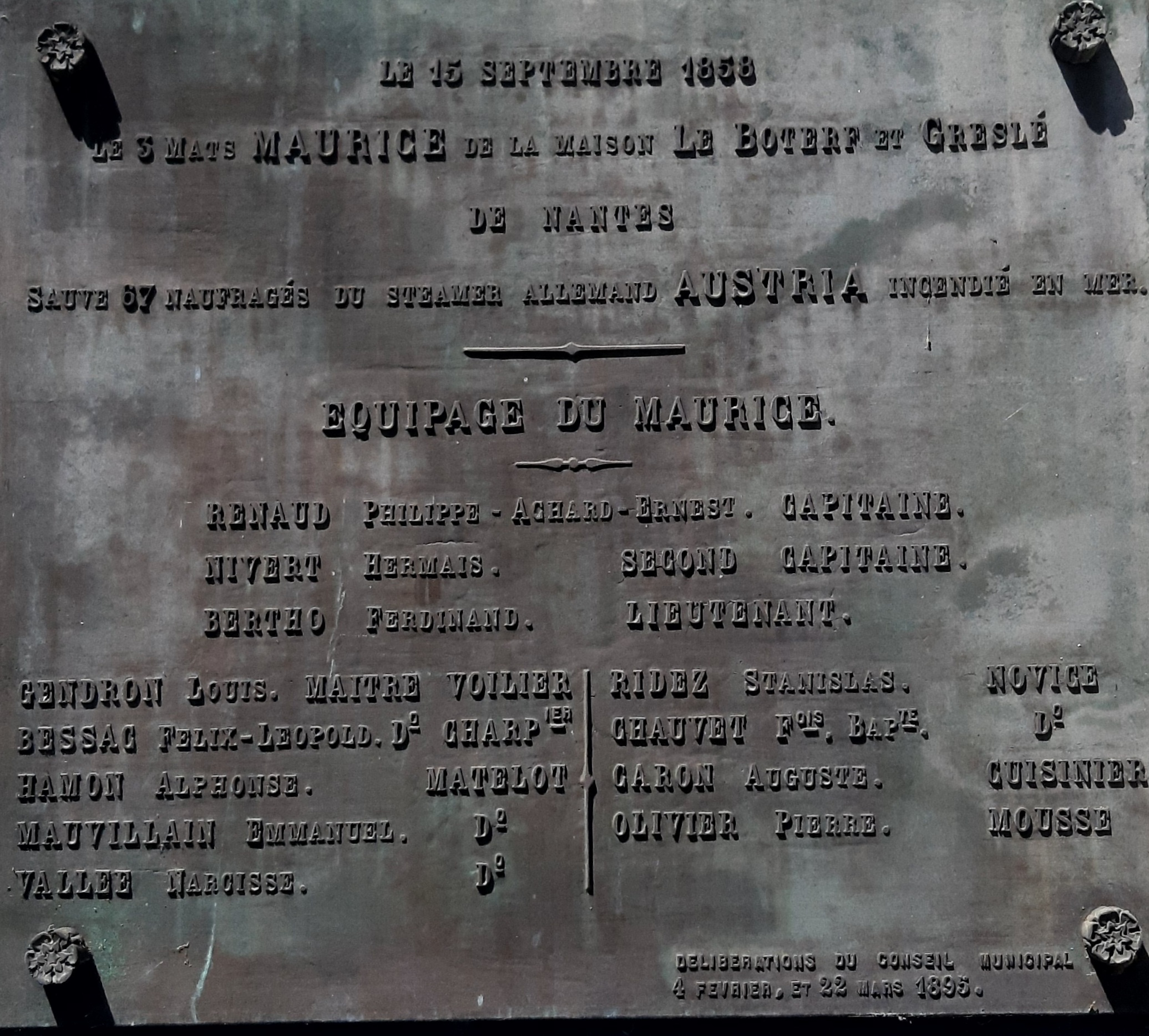
Plaque commémorative du sauvetage de lAustria apposée sur la façade du centre des Salorges à Nantes.

Le même jour, le trois-mâts terre-neuvier français Maurice, des armateurs Ernest Le Boterf et Charles Greslé (1820-1875), commandé par le capitaine Ernest Renaud, parti le 3 juillet de Saint-Nazaire pour Terre-Neuve, revenait de cette colonie pour se diriger vers l’île de La Réunion. Il croise dans les parages, aperçoit le drame et se précipite sur les lieux de la catastrophe. Il recueille 59 survivants et 10 membres de l'équipage.
Le lendemain le trois-mâts norvégien Catarina, commandé par le capitaine Funnemark, parti de Fowey en Cornouailles à destination de Québec, retrouve 22 autres survivants (15 passagers et 7 membres d'équipage). Il les débarque à Québec le 3 octobre 1858.
Le 14 septembre, le Maurice transfère 12 des passagers survivants (notamment des citoyens américains et les sujets britanniques) sur le trois-mâts barque canadien Lotus de Yarmouth en Nouvelle-Écosse, commandé par le capitaine Trefy, en provenance de Liverpool à destination de Halifax. Puis il débarque les 57 autres passagers et membres d'équipage à Faial aux Açores, où il arrive le 19 septembre.
Le drame fait en tout 443 victimes.
Parmi les disparus on compte Henriette Wulff, une amie et correspondante de Hans Christian Andersen.
Au sein des survivants on recense :
- Theodore Eisfeld, chef d'orchestre du philharmonique de New York
- Charles Brew, inspecteur de police de la Colombie-Britannique

## Tableaux du naufrage

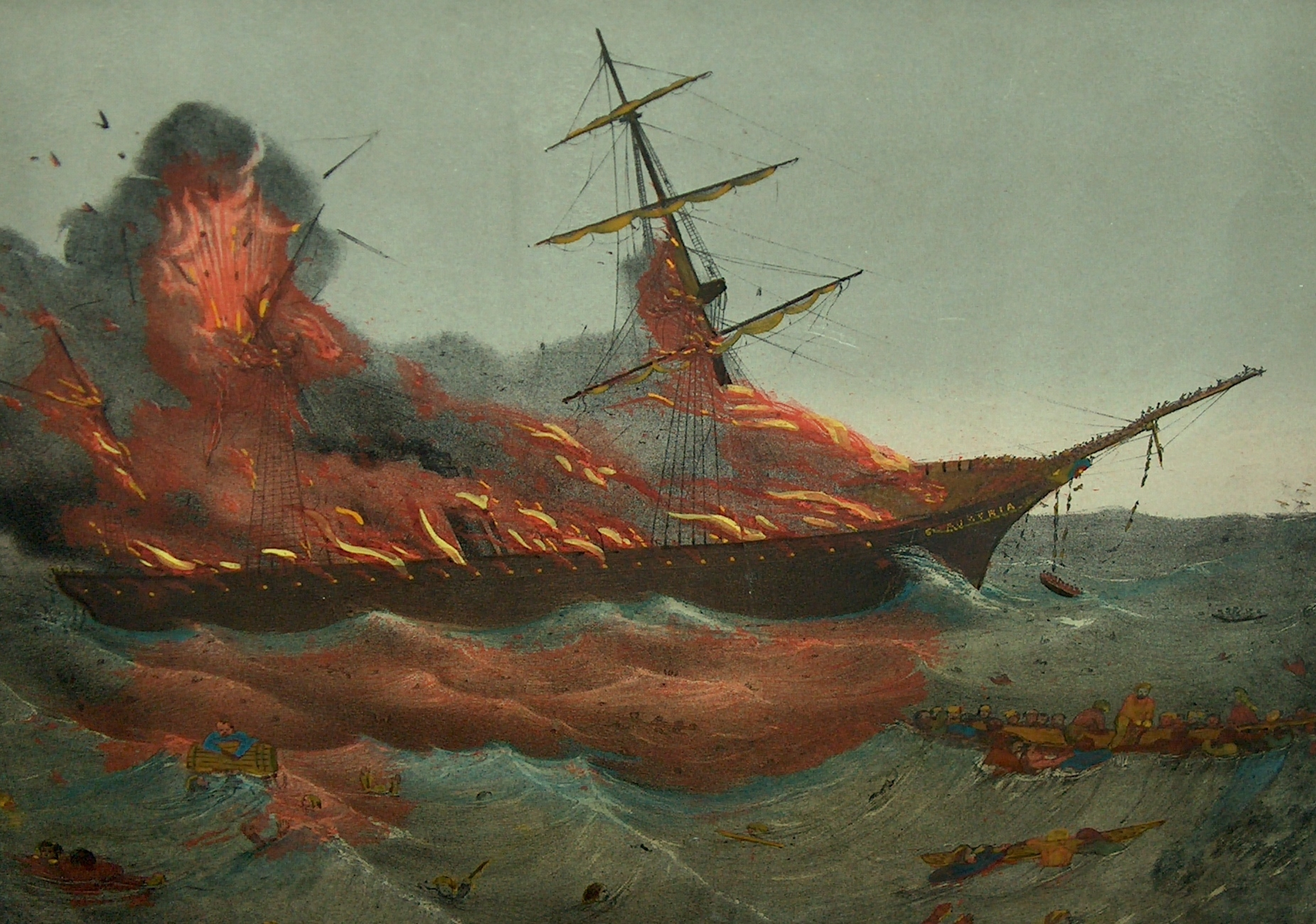
The shipwreck of SS « Austria », Odense, Danemark

- Josef Püttner, Untergang der « Austria », Musée historique allemand à Berlin (Allemagne).
- Eugène Isabey :
  - L'Incendie de l'« Austria », Musée national de la Marine à Paris (France).
  - L'Incendie de l'« Austria », Musée des beaux-arts de Bordeaux (France).
- Anonyme, Burning of the « Austria », National Maritime Museum à Greenwich (Royaume-Uni).
- Charles Le Duc, L'Incendie de l'« Austria », Musée d'histoire de Nantes du château des ducs de Bretagne à Nantes (France).